# Piliocolobus kirkii
El colobo rojo de Zanzíbar (Piliocolobus kirkii) es una especie de primate catarrino perteneciente a la familia Cercopithecidae, endémica de la isla de Unguja, la mayor isla del archipiélago de Zanzíbar, frente a la costa de Tanzania. También es conocido como colobo rojo de Kirk, debido a su descubridor, el explorador sir John Kirk (1832-1922), gobernador residente de Zanzíbar quien, además, lo presentó para la ciencia zoológica. Actualmente está clasificado como una especie en peligro y a mediados de la década de 1990 fue adoptado como especie emblemática para representar la conservación biológica de este archipiélago. La población de colobos rojos todavía sigue siendo reducida debido a que es endémica en exclusiva de esta región y los conservacionistas están intentando trabajar con el gobierno local para diseñar una estrategia efectiva y adecuada para proteger a los colobos rojos y su hábitat. La especie ha sido reclasificada zoológicamente en dos ocasiones; anteriormente pertenecía al género Colobus, pero recientemente pasó al género Piliocolobus.

## Descripción

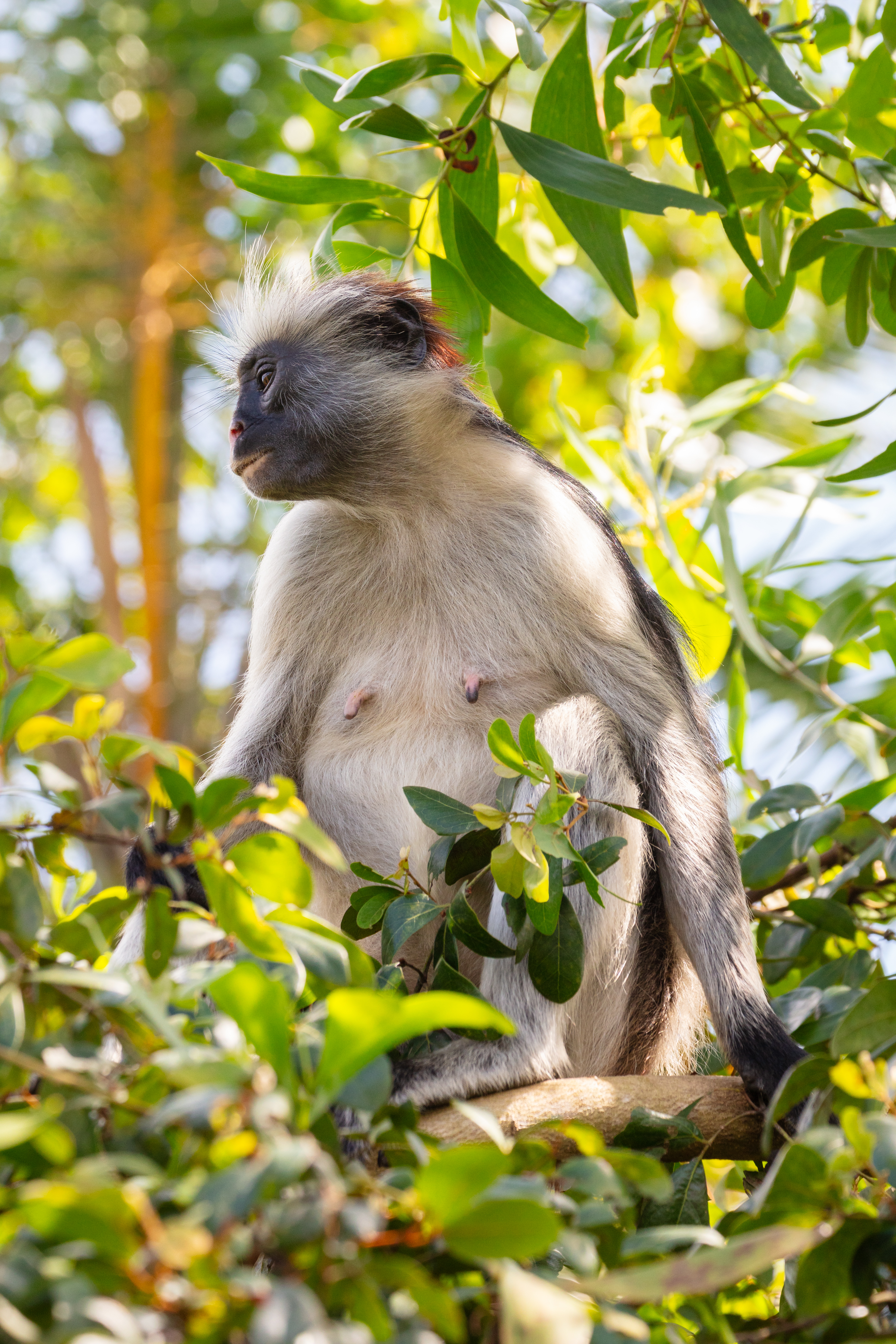
Colobo rojo hembra.

El pelaje de este cercopitécido se compone de tres colores. Una banda negra corta a lo largo de los hombros y los brazos mientras que el vientre y la parte inferior de los miembros son blancos. Su cara negra está coronada de largos pelos blancos y presenta una marca rosa en la nariz y los labios. El colobo rojo de Zanzíbar posee una larga cola no prensil que usa únicamente para mantener el equilibrio durante los desplazamientos en el dosel arbóreo. El dimorfismo sexual de esta especie es poco marcado: el color y el tamaño del cuerpo de las hembras no difiere casi del de los machos. En los grupos, las hembras son generalmente más numerosas que los machos. Los rasgos de la cara permiten diferenciar fácilmente a los individuos dentro de un grupo. Estos colobos tienen cráneos pequeños y la forma del cuerpo es redondeada. Los machos llegan a alcanzar los doce kilos y las hembras hasta diez.
La palabra «colobo» deriva de la palabra griega que significa «mutilado» pues, al contrario que los otros primates, no tienen pulgares oponibles o están poco desarrollados. Para sortear esta falencia, los cuatro dedos restantes son muy alargados y se alinean de tal manera que forman un fuerte gancho que le permite trepar fácilmente y asirse a las ramas de los árboles.
Debido a su fuerte olor corporal, los habitantes de la isla los han apodado «kima punju», que significa «mono veneno» en suajili. Esto ha creado una mala imagen de los colobos en el imaginario de los locales e incluso afirman que ejercen una influencia demoníaca sobre los árboles en los que se alimentan, llegando al extremo de talarlos.

## Ecología y comportamiento

### Comportamiento social y comunicación
Los grupos se componen en general de cuatro machos adultos y numerosas hembras, siendo la proporción más habitual de un macho por cada dos hembras. Dentro del grupo siempre están presentes jóvenes de todas las edades. El número total de individuos en el grupo puede variar de 30 a 50 animales. La especie es muy social y los monos juegan y se acicalan durante los descansos entre las comidas. Al contrario que las hembras, dentro del grupo, los machos mantienen vínculos muy estrechos entre sí, actúan juntos en defensa del grupo e incluso se acicalan mutuamente.

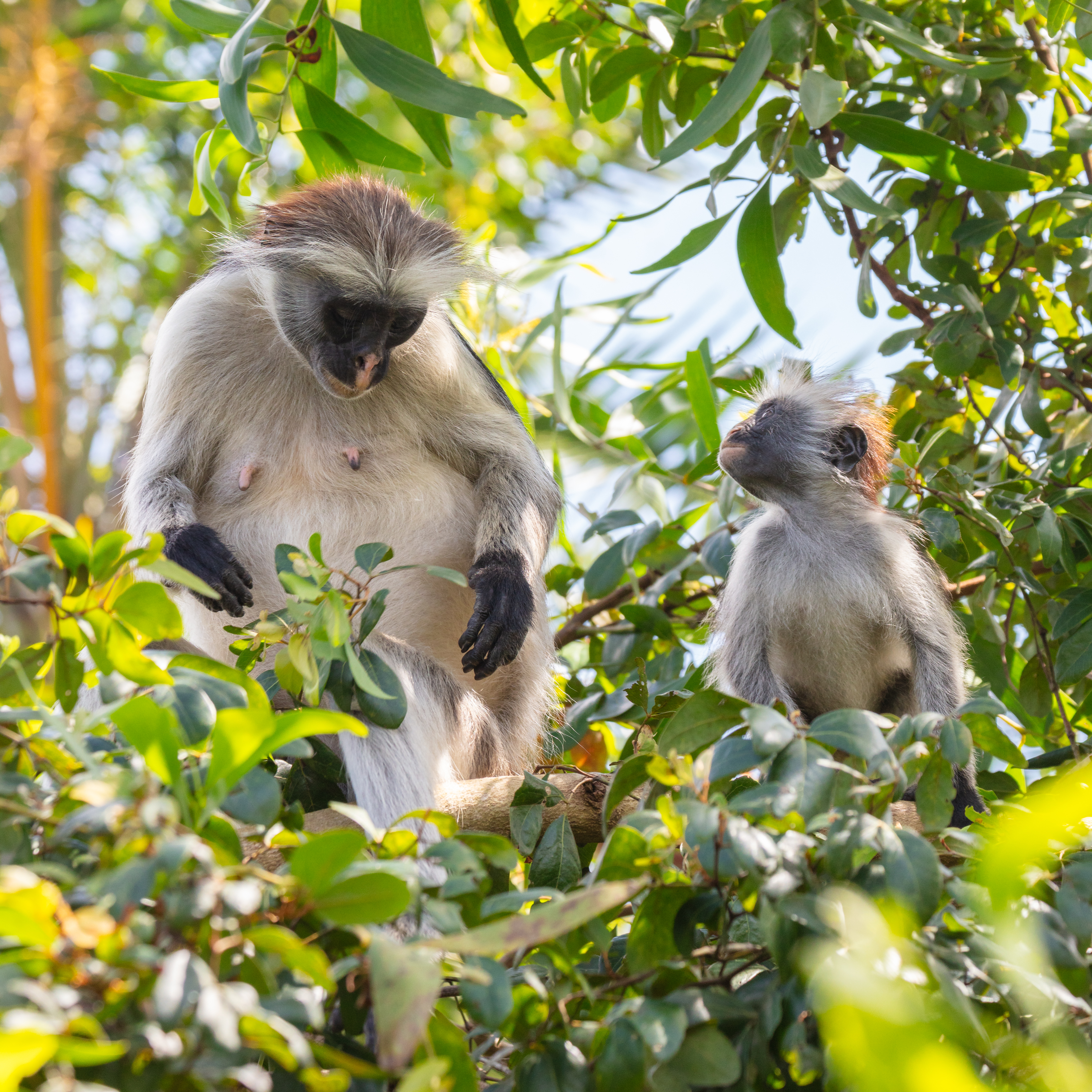
Una hembra y su cría.

Comparado con los otros miembros de la subfamilia de colobinos, las especies del género Piliocolobus tienen una laringe más pequeña. Así, a diferencia del llamado más grave de los machos de las especies de colobos negros y blancos, el llamado de los machos de Piliocolobus kirkii es más alto o soprano. Al no ser un animal territorial, el colobo rojo de Zanzíbar no emite vocalizaciones intensas de intimidación. Entre los llamados de peligro y de alarma se encuentra un ladrido, un ruido «chist» y uno «wheet». Los gritos más fuertes se escuchan cuando el macho expresa su poder en el grupo o cuando inspecciona el estado sexual de las hembras.
En el parque nacional Jozani Chwaka Bay, el grito más escuchado es el de alerta, que deriva del grito de desplazamiento. Así los gruñidos son emitidos por los colobos cuando perciben un cambio en el clima o la presencia de un animal cerca del grupo. Además, en los animales arborícolas, existen dos tipos de signos que permiten prevenir si el peligro proviene del suelo o del cielo. Sin embargo, la ausencia de rapaces en Zanzíbar justifica la ausencia de gritos que indiquen un peligro aéreo. Sin embargo, los jóvenes, más pequeños y vulnerables, pueden emitir este tipo de sonidos cuando perciben sombras.
El colobo rojo de Zanzíbar, al ser muy social, posee un llamado que emite cuando se encuentra solo durante mucho tiempo y se siente amenazado o vulnerable. La mayor parte de las veces, lo emiten los jóvenes, pero, cuando los adultos sienten la necesidad de utilizarlo, también lo hacen.

### Alimentación

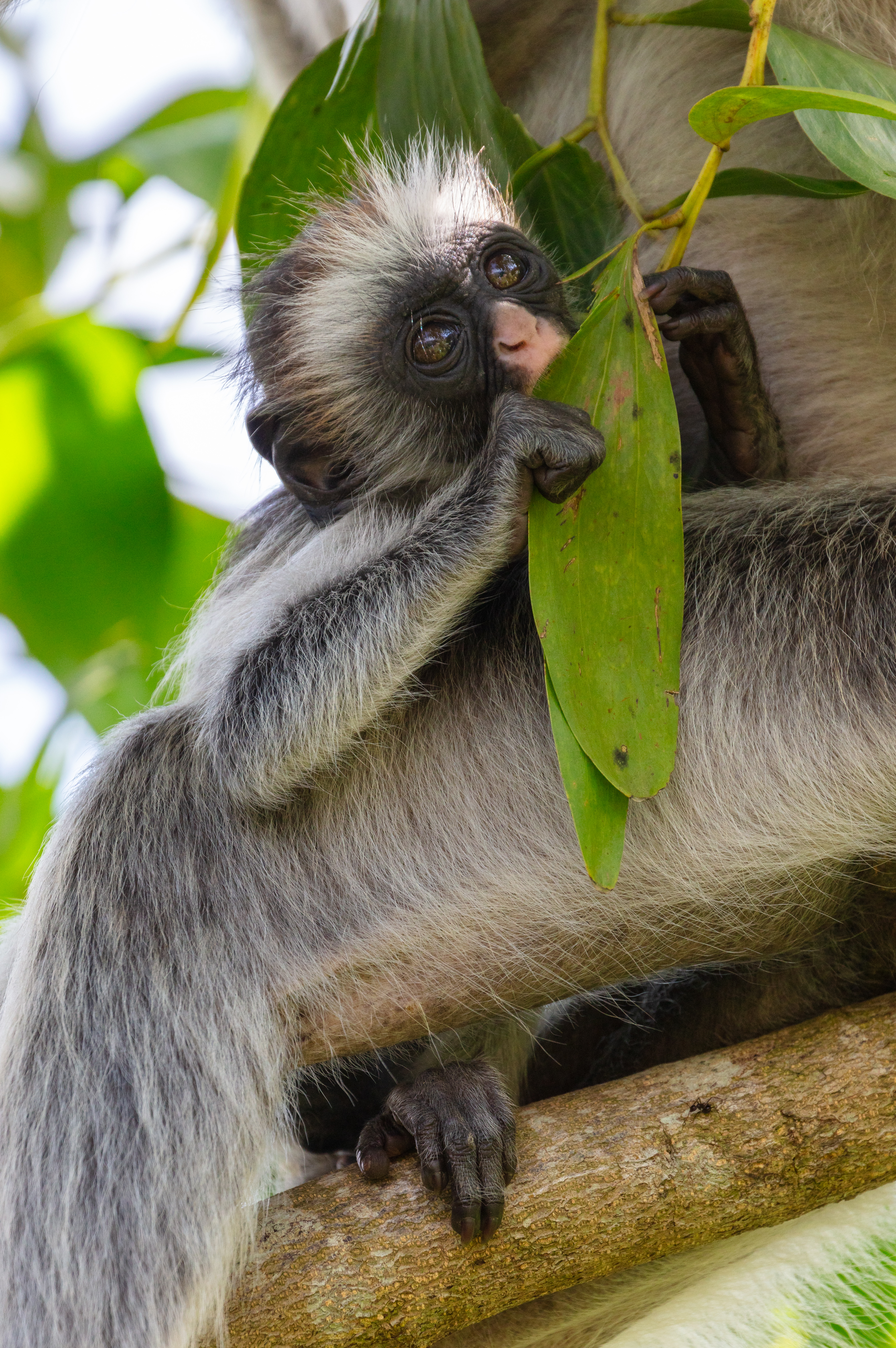
Cría consumiendo un pequeño brote.

La alimentación también es una actividad grupal. Comienzan a alimentarse por la mañana y continúa durante las horas más frescas del día. Los llamados de los machos ponen al grupo en movimiento en busca de otro lugar en el que alimentarse. Esta especie es principalmente folívora y las hojas consumidas son generalmente pequeños brotes. Los colobos rojos se alimentan también de semillas, flores y frutos verdes. De modo excepcional, pueden llegar a comer también cortezas, madera muerts e incluso tierra. También se ha observado el consumo de la cícada Encephalartos hildebrandtii. Es una de las pocas especies que no come frutos maduros; debido a que cuenta con un estómago de cuatro cámaras, que no puede digerir los azúcares contenidos en la fruta. Debido a que en su dieta incluyen hojas tiernas, en ocasiones consumen carbón vegetal, del cual se cree los ayuda a digerir las toxinas (probablemente compuestos fenolíticos) de hojas de almendro malabar o mango. Este consumo de carbón es un comportamiento probablemente enseñado por las hembras a sus crías. También es importante señalar que no todas las poblaciones de colobos rojos adoptan este comportamiento. De hecho, solo se aprecia en algunos grupos que consumen hojas más exóticas.
Dado que algunas poblaciones se nutren sobre todo en los manglares, consumen más cloruro de sodio que las otras. Debido a esto, han sido observados lamiendo las hojas o bebiendo el agua almacenada en los agujeros de los árboles. Este comportamiento muestra la capacidad de adaptación de esta especie a nuevas condiciones ambientales y ecológicas. Durante la estación seca, uno de los alimentos básicos del colobo rojo, el almendro malabar, pierde sus hojas. Esto obliga a los monos a salir de los límites de las reservas naturales para alimentarse y los expone a numerosos peligros.

### Reproducción

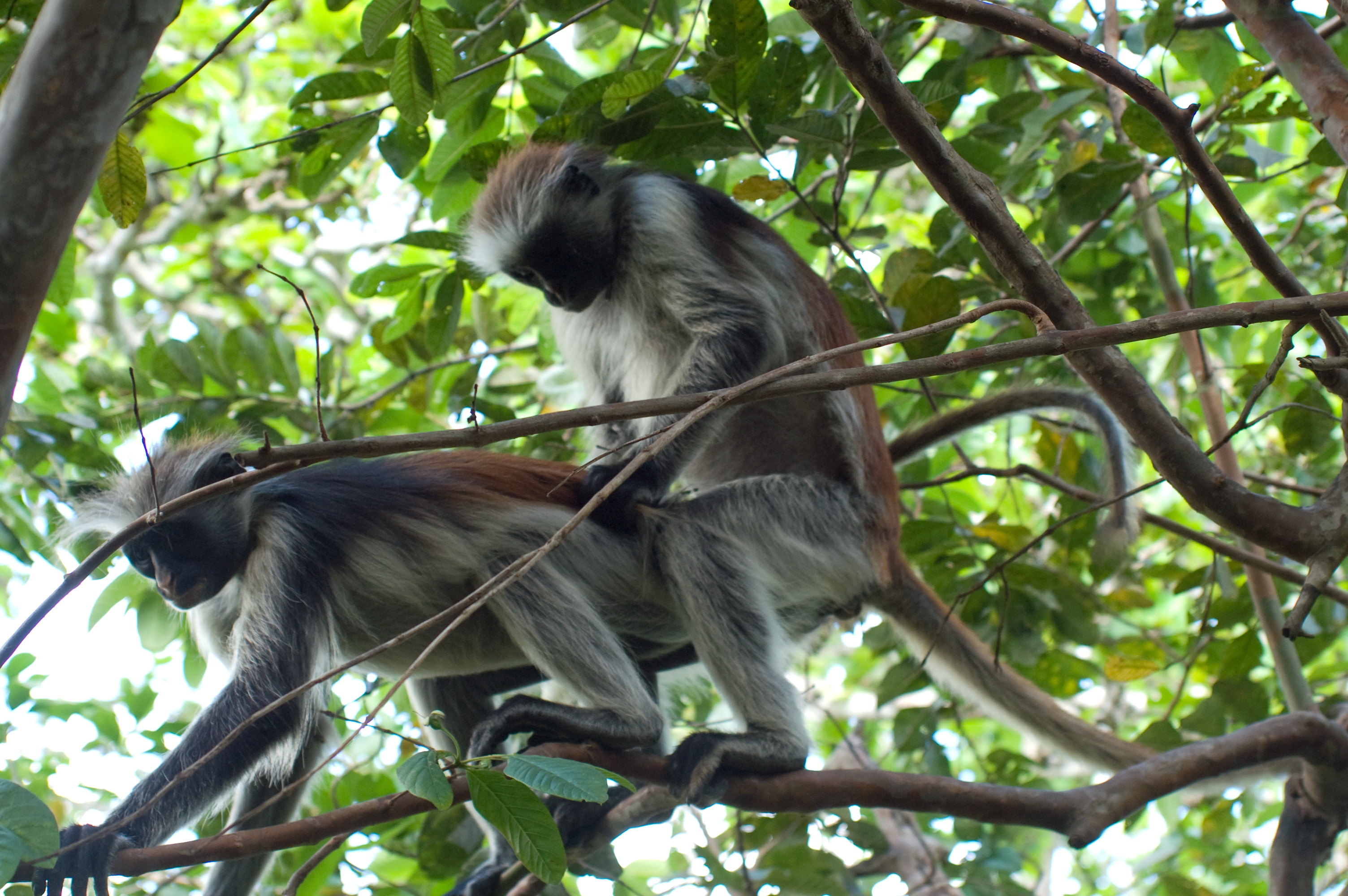
Apareamiento.

Los machos alcanzan la madurez sexual entre los tres años y los tres años y medio. Las hembras la alcanzan a los dos años. En celo, ellas son fácilmente reconocibles por la hinchazón y el color rojo vivo de sus genitales. Así, los machos saben que la hembra está lista para el apareamiento. Además, justo antes de aparearse, los machos utilizan sus dedos para sondear los órganos genitales de las hembras y los olfatean para detectar la presencia de estrógeno y de progesterona. Cuando se aseguran por este método que la hembra está en celo, empieza el apareamiento.
La gestación dura alrededor de seis meses y cada hembra tiene entre una y dos crías cada dos años. Los cuidados parentales son intensos y a veces compartidos entre varias hembras del grupo. El 76% de las crías nace entre septiembre y diciembre. Cuando un macho nuevo se une a un grupo en el que hay recién nacidos, puede haber infanticidios. Las investigaciones han demostrado que el espectro alimentario aumentado gracias al consumo de carbón, explican la alta tasa de natalidad y las altas densidades de población. Además, la tasa de natalidad es superior en las poblaciones que viven en los manglares pues la alimentación es más abundante.
Hay más nacimientos entre octubre y diciembre en las poblaciones de la isla Uzi y entre enero y febrero en las de Kiweng] (localidad que se encuentra en la parte oriental de la isla principal). La mortalidad infantil es muy elevada; cerca de la mitad de los jóvenes no alcanzan los 6 meses. La tasa de natalidad ha disminuido en comparación con las poblaciones del continente y los intervalos entre cada nacimiento se han incrementado. Las investigaciones sugieren que esto es consecuencia de las transformaciones del hábitat de estos primates.

## Localización y hábitat

Localización del Piliocolobus kirkii en Unguja :
Presente
Extinto

El colobo rojo de Zanzíbar solo vive en tres lugares boscosos del archipiélago de Zanzíbar y se encuentran esencialmente en la mitad sur de la isla principal, Unguja. Una pequeña población introducida se encuentra también en Pemba desde la década de 1970, pero no parece muy viable.
Aunque sea una especie principalmente arborícola, se puede halla en ocasiones en el suelo y sobre todo cerca de las zonas agrícolas donde los colobos están habituados al contacto con los humanos. En el parque nacional Jozani Chwaka Bay prefieren las zonas secas, pero también se encuentran en los manglares en donde disponen de alimento todo el año. En Uzi, por el contrario, es más frecuente verlos en los manglares donde predomina la especie Rhizophora mucronata, donde permanecen el 85% del tiempo de observación. La alimentación salada les obliga a buscar agua dulce, lo que hace de los manglares de la isla un hábitat particularmente apreciado. La subespecie temminckii del colobo rojo occidental (Piliocolobus badius) ha desarrollado también esta adaptación para sobrevivir.

## Clasificación

### Taxonomía

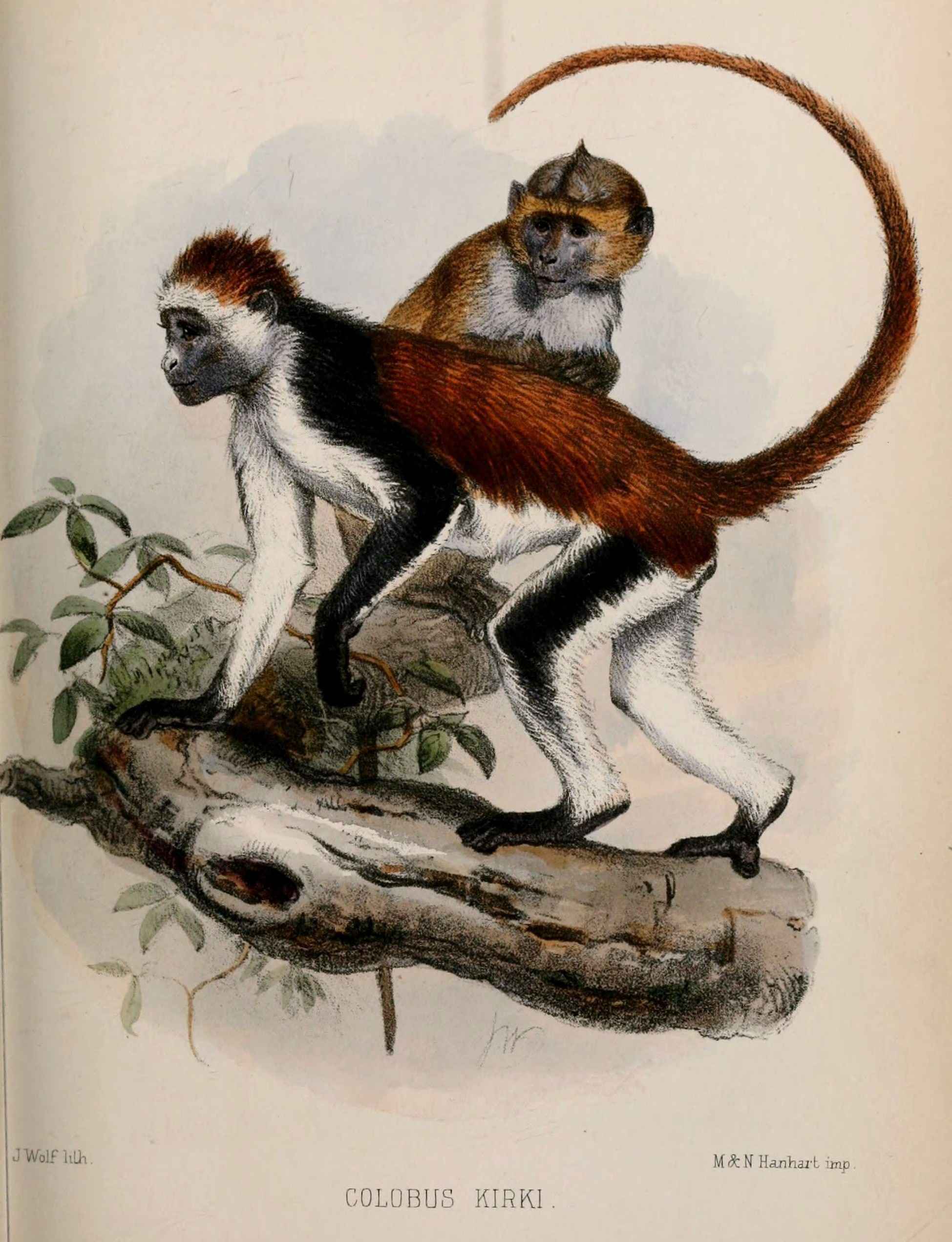
Plancha que acompañaba la descripción original realizada por J.E. Gray.

Esta especie fue descrita por John Edward Gray en 1868 bajo el basónimo de Colobus kirkii, antes de ser desplazado al género Procolobus y después a Piliocolobus. La denominación específica, kirkii fue puesta en honor de John Kirk, administrador británico de Zanzíbar que fue el primero en describir esta especie para la Zoología, porque lo que también se lo conoce como colobo rojo de Kirk. No se ha descrito ninguna subespecie.

### Historia evolutiva
Está generalmente aceptado que la población de P. kirkii presente en Zanzíbar deriva de una población de colobos rojos que resultó aislada en las islas tras la subida del nivel del mar a final del Pleistoceno. Por otro lado, los análisis mitocondriales evidencian que las especies del género Piliocolobus se encontraban ya aislados genéticamente desde el Plioceno.
El examen de la morfología craneal de Piliocolobus kirkii muestra la distinción que tiene esta especie con los otros miembros del género Piliocolobus. Este examen ha sacado a la luz una aceleración significativa de la evolución morfológica del tamaño craneal. Una de las hipótesis afirma que estos cambios son el resultado de la insularidad de la especie así como de las presiones medioambientales como la competición, el hábitat, la predación e incluso la abundancia de recursos. Se puede constatar que esta especie sobrevivió en el pasado a una situación de cuello de botella.
El pequeño tamaño del cráneo de Piliocolobus kirkii en comparación con los colobos del continente es coherente con la ley de Foster que indica que los animales disminuyen de tamaño a lo largo del tiempo cuando los recursos son limitados. Los machos tienen tendencia a mantener una cierta neotenia, que incluye sobre todo la cara corta, órbitas grandes y un neurocráneo alargado. No es posible afirmar cuándo tuvieron lugar estos cambios evolutivos.
Los análisis moleculares han revelado que de todas las especies del género Piliocolobus, P. kirkii está mucho más estrechamente relacionado con Piliocolobus gordonorum. Este análisis indica también que la separación entre estas las dos especies se produjo hace alrededor de 60 000 años.

## Amenazas y conservación

### Estado de conservación
Existen entre 1600 y 3000 individuos en estado salvaje. De ellos, la mitad viven fuera de las zonas protegidas. La mayor y más importante zona de protección del colobo rojo se extiende por una superficie de 25 km² y se encuentra en el interior del parque nacional Jozani Chwaka Bay. Esta zona se encuentra en la isla principal y los individuos que allí viven han sido muy estudiados desde el punto de vista científico. Sin embargo, los colobos siempre han estado cerca de los shambas (término suajili para «granja») que lindan con el parque y hay que subrayar que cerca de estas shambas las poblaciones de colobos rojos son más numerosas que las que viven en el interior del parque. Estas poblaciones, las que no viven en el interior de la zona protegida, están sometidas a riesgos mayores.
En Uzi y en la isla Vundwe, sufren una destrucción de su hábitat que no cesa de aumentar. Los bosques asentados sobre antiguos lechos coralinos son los que más padecen la deforestación. Debido a que los colobos roban la fruta de las granja, se han informado casos de envenenamiento, captura y desaparición en estas islas.
El colobo rojo de Zanzíbar está considerado actualmente como especie en peligro en la Lista Roja de la UICN. El primer factor que ha contribuido a esto es la deforestación y con ella una baja significativa de los recursos. Además, las capturas han aumentado, bien sea para ser comido, bien por su atractivo como animal de compañía.
La Convención Africana ha considerado que la amenaza sobre la especie y la importancia de su conservación colocándola en la categoría «Clase A». El documento «Convención Africana sobre la conservación de la naturaleza y los recursos naturales define la categoría «Clase A» de la siguiente manera:

Las especies que se encuentran en la categoría «Clase A» deberán ser integralmente protegidas en todo el territorio de los Estados firmantes. No se permitirán sin autorización expedida en casa caso por la más alta autoridad competente la caza, la tala, la captura o la recolección de especímenes y solo si es necesario para el interés nacional o para fines científicos.

### Medidas puestas en marcha

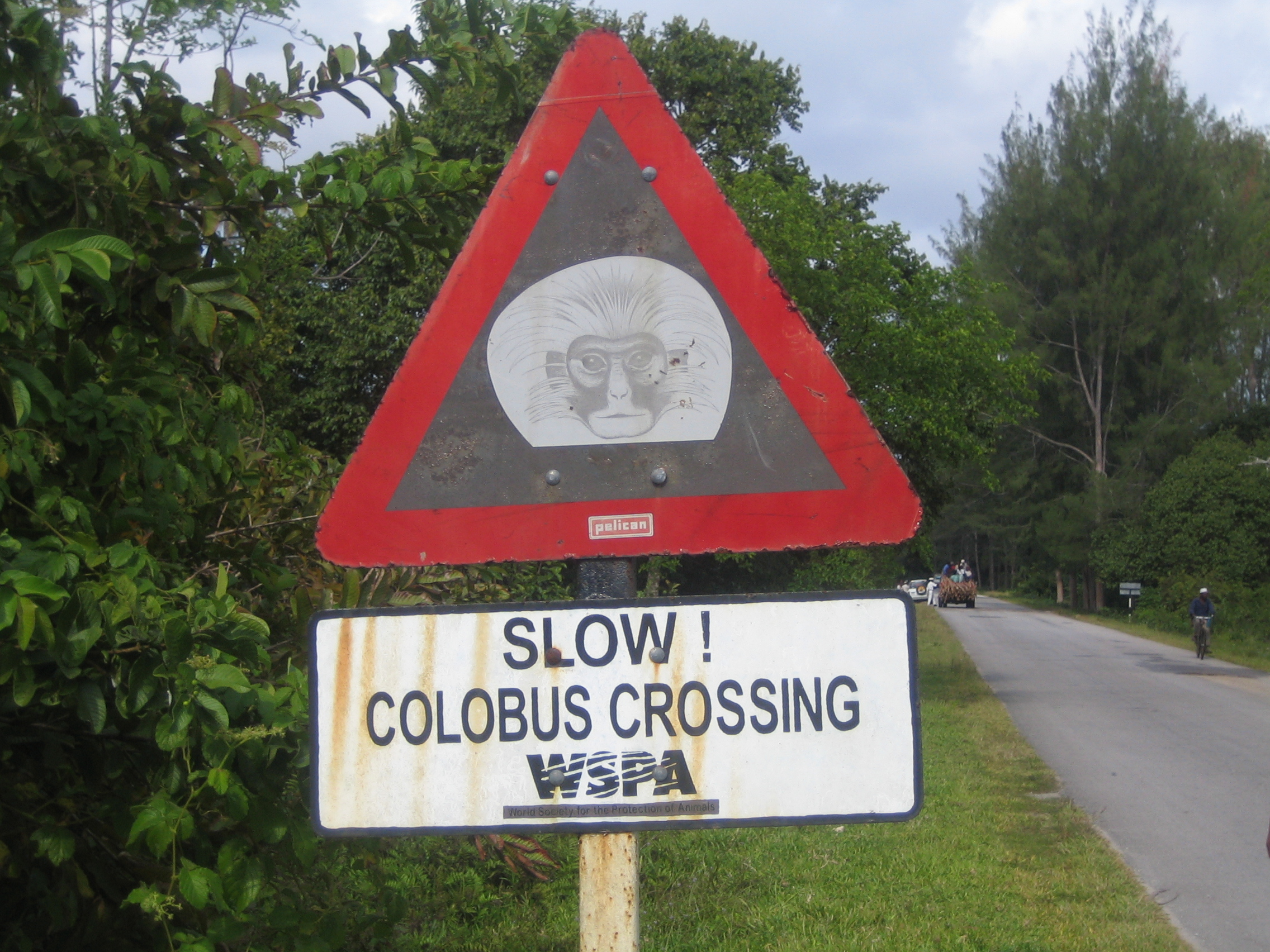
Señal en una carretera del archipiélago.

Para poner remedio al descenso de la población, se han tomado diversas medidas. En 1974, quince especímenes (cinco machos y diez hembras) provenientes del Ngezi fueron trasladados a la isla de Pemba. Sin embargo, 20 años más tarde, solo se encontraron algunos individuos en la isla y los científicos concluyeron que si el grupo había sobrevivido, el número de animales no se había incrementado. Algunos habitantes de Pemba están convencidos de que los colobos son sinónimo de mala suerte. Esta creencia es quizá una de las razones por la que la población introducida no haya aumentado. En 1977, 1978 y 1981, diversas introducciones, con un total de 36 colobos rojos, en la reserva natural de Masingini han tenido éxito, con 60 individuos en 1994 y una población aún visible en 2011.
La especie fue adoptada, desde mediados de los años 1990, como insignia de la conservación de Zanzíbar. Puede servir también de bioindicador de un ecosistema con buena salud. Algunos intentos de conservación de la especie han tenido lugar en algunas islas del archipiélago como Uzi o Pemba. Además, un proyecto en asociación con el Fondo Mundial para la Naturaleza se ha puesto en marcha en los alrededores de la bahía de Menai situada al oeste de la isla Uzi. La Wildlife Conservation Society (WCS) ha financiado igualmente diversos proyectos de conservación para los colobos pero en ambos casos, ninguna acción ha tenido como objetivo a Piliocolobus kirkii.
Se ha sugerido que el mejor medio para promover la conservación del colobo rojo de Zanzíbar era simplemente darlo a conocer al público. En efecto, este animal no es peligroso y puede ser beneficioso para la economía de la región pues atrae al turismo, como ocurre en la isla Unguja. Por otra parte, sería necesario diseñar y establecer verdaderas zonas protegidas.